# Andoa berthelotiana
Andoa berthelotiana là một loài Rêu trong họ Hypnaceae. Loài này được (Mont.) Ochyra mô tả khoa học đầu tiên năm 1982.